# Richard Klein (Künstler)
Richard Klein (* 7. Januar 1890 in München; † 31. Juli 1967 in Weßling bei München) war ein deutscher Maler, Bildhauer, Grafiker und Medailleur. Ab 1935 war er Direktor der Staatsschule für angewandte Kunst in München. Als für das nationalsozialistische Regime wichtiger Künstler stand er auf der so genannten Gottbegnadeten-Liste.

## Werdegang
Nach Besuch einer Fachschule für Bildhauerei und Stuckhandwerk arbeitete Klein als Stuckateur. Ab 1908 studierte er bei Angelo Jank und Franz von Stuck an der Akademie der Bildenden Künste München. Ab 1914 gestaltete er mit Beginn des Ersten Weltkrieges patriotische Medaillen. Ab 1917 arbeitete Klein im eigenen Atelier in München. Er fertigte während des Ersten Weltkrieges u. a. patriotische Postkarten. Seit 1919 war er Mitglied der Münchner Secession.
Im Jahr 1935 wurde er zum Direktor der Staatsschule für angewandte Kunst in München ernannt, nach der Erhebung der Staatsschule zur Hochschule als Akademie für angewandte Kunst durch die nationalsozialistischen Machthaber auch zum Professor. Ab 1937 gehörte er mit Albert Speer, Fritz Todt und Leonhard Gall zum künstlerischen Beirat der Zeitschrift Die Kunst im Dritten Reich.
Klein war ab 1936 Präsidialrat der Reichskammer der bildenden Künste. Zuvor hatte ihn Joseph Goebbels 1935 bereits zum Mitglied des Reichskultursenats ernannt.

## Werke und Ausstellungen
Klein schuf Skulpturen in Bronze und Terrakotta, Gemälde vorzugsweise in Öl und Radierungen, mit denen er ab 1915 an Ausstellungen der Münchner Secession teilnahm. In den 1930er und 1940er Jahren zeigte die dem Kunstverständnis des Nationalsozialismus verpflichtete Große Deutsche Kunstausstellung im Münchner Haus der Deutschen Kunst Richard Kleins Werke.
Thema von Kleins Medaillen waren zunächst Politiker und Künstler seiner Zeit. Ab 1933 entwarf er vor allem nationalsozialistische Embleme, Orden und Siegtrophäen, darunter die Schärpe für den Gewinner des Braunen Bandes, das Erkennungszeichen der „Großen Deutschen Kunstausstellung“ und die nationalsozialistische Fassung des Münchner Stadtwappens.
Richard Klein entwarf einige der im nationalsozialistischen Deutschland erschienenen Briefmarken, darunter die jährlich zum Rennen um das Braune Band herausgegebenen Sondermarken und die Dauermarken mit dem Porträt Adolf Hitlers.